# Antonio de la Paz Guerra
Antonio de la Paz Guerra Espinosa (Monterrey, Nuevo León, 17 de enero de 1882 - ibídem, 18 de septiembre de 1916) fue un abogado y militar mexicano que participó en la Revolución Mexicana. Llegó a ser gobernador de Nuevo León en ausencia del gobernador en turno, el general Antonio I. Villarreal.

## Biografía
Nació en Monterrey, Nuevo León el 17 de enero de 1882, siendo hijo de Eustaquio Guerra y de Mariana Espinosa. Ingresó en el Colegio Civil en 1895 y obtuvo el título de abogado el 13 de febrero de 1907. Fue miembro de la sociedad estudiantil "José Eleuterio González". Con sus condiscípulos García Naranjo, Guerra Castro, Roel y otros fundó la sociedad Renacimiento, que hizo oposición a la reelección de Bernardo Reyes.
Sumándose al partido que postulaba al lic. Francisco Reyes, fue de los primeros organizadores del movimiento que culminó con los sucesos del 2 de abril de 1903, frente al palacio municipal. Con Santiago Roel fundó el periódico "Renacimiento" que apareció en 1904 y que se publicó hasta febrero de 1910, como semanario, y como diario desde esta fecha hasta septiembre de 1911. Publicó ahí sus ensayos literarios, históricos y políticos.
Se incorporó a la revolución Constitucionalista en 1913, alcanzando el grado de coronel. Asistió a diversas acciones de armas bajo las órdenes de Antonio I. Villarreal, particularmente a los combates de Monterrey en 1913 y 1914. Al asumir el gobierno el general Villarreal, fue designado secretario general de gobierno. A partir del 1 de octubre, tuvo a su cargo el gobierno constitucional interino de Nuevo León, hasta el retorno de Villarreal, volviendo a hacerse cargo de la secretaría.
Al ser ocupada la ciudad por los villistas, en enero de 1915 el lic. Guerra se incorporó en Tampico a las fuerzas del general Pablo González Garza, de quien fue su secretario particular. Colaboró en la organización del Cuerpo del Ejército de Oriente y le acompañó hasta el estado de Morelos. Autor del folleto Juárez. Refutaciones al libro de Francisco Bulnes (1904). 
Murió en Monterrey el 18 de septiembre de 1916.